# Madiun
Madiun – miasto w Indonezji na Jawie w prowincji Jawa Wschodnia w dolinie pomiędzy wulkanami Lawu i Liman; powierzchnia 3323 ha; 191 tys. mieszkańców (2005).
Ośrodek regionu rolniczego, uprawa trzciny cukrowej, ryżu, kukurydzy, kawy, tytoniu szlachetnego, manioku i chinowca; przemysł spożywczy, włókienniczy, drzewny, naprawa taboru kolejowego. 